# Luzula acuminata
Luzula acuminata là một loài thực vật có hoa trong họ Juncaceae. Loài này được Raf. mô tả khoa học đầu tiên năm 1840.